# 1945年全米選手権 (テニス)
1945年 全米選手権（1945ねんぜんべいせんしゅけん）に関する記事。

## 大会の流れ
- 1881年から1967年まで、全米選手権は各部門が個別の名称を持ち、大会会場も別々のテニスクラブで開かれた。これが他の3つのテニス4大大会と大きく異なる点である。
  - 男子シングルス　名称：全米シングルス選手権（U.S. National Singles Championship）／会場：ニューヨーク市クイーンズ区フォレストヒルズ、ウエストサイド・テニスクラブ　（1924年-1977年）
  - 女子シングルス　名称：全米女子シングルス選手権（U.S. Women's National Singles Championship）／会場：フォレストヒルズ、ウエストサイド・テニスクラブ　（1921年-1977年）
  - 男子ダブルス　名称：全米ダブルス選手権（U.S. National Doubles Championship）／会場：フォレストヒルズ、ウエストサイド・テニスクラブ　（1942年-1945年まで）
  - 女子ダブルス　名称：全米女子ダブルス選手権（U.S. Women's National Doubles Championship）／会場：フォレストヒルズ、ウエストサイド・テニスクラブ　（1942年-1945年まで）
  - 混合ダブルス　名称：全米混合ダブルス選手権（U.S. Mixed Doubles Championship）／会場：フォレストヒルズ、ウエストサイド・テニスクラブ　（1942年-1977年）
- 戦時中の全米選手権では、1941年までマサチューセッツ州ボストン市内の「ロングウッド・クリケット・クラブ」で行われてきたダブルス競技（男子ダブルス・女子ダブルス・混合ダブルス）も、シングルスと同じフォレストヒルズの試合会場で行われた。
- 1945年8月に第2次世界大戦が終結し、本年度の全米選手権は終戦後初のイベントであった。そのためか、本年度は男女ともに外国選手のエントリーが増えた。戦時中は多くの選手たちが軍務に就いたことから、通常の年に比べて出場者が少なかった。

## シード選手

### 男子シングルス
（アメリカ人シード選手：8名）
1. フランク・パーカー　（優勝、大会2連覇）
2. ビル・タルバート　（準優勝）
3. パンチョ・セグラ　（ベスト4）
4. ガードナー・ムロイ　（2回戦）
5. フランク・シールズ　（3回戦）
6. エルウッド・クック　（ベスト4）
7. シーモア・グリーンバーグ　（ベスト8）
8. ボブ・ファルケンバーグ　（ベスト8）

（外国人シード選手：7名）
1. アンドレス・ハンマースリー　（2回戦＝初戦）
2. ヘラルド・ワイス　（1回戦）
3. アレホ・ラッセル　（ベスト8）
4. ラディスラフ・ヘクト　（2回戦＝初戦、不戦敗）
5. フランシスコ・ゲレロ　（2回戦＝初戦）
6. アンリ・ロション　（1回戦）
7. ブレンダン・マッケン　（2回戦）

### 女子シングルス
（アメリカ人シード選手：8名）
1. ポーリーン・ベッツ　（準優勝）
2. サラ・ポールフリー・クック　（優勝、4年ぶり2度目）
3. マーガレット・オズボーン　（ベスト8）
4. ルイーズ・ブラフ　（ベスト4）
5. パトリシア・カニング・トッド　（ベスト8）
6. メアリー・アーノルド　（ベスト8）
7. ドロシー・バンディ　（ベスト8）
8. ドリス・ハート　（ベスト4）

（外国人シード選手：1名）
1. マリア・ワイス　（2回戦）

## 大会経過

### 男子シングルス
準々決勝
- フランク・パーカー vs.  シーモア・グリーンバーグ　6-2, 6-3, 6-2
- エルウッド・クック vs.  シドニー・ウッド　10-12, 7-5, 6-4, 2-6, 6-0
- ビル・タルバート vs.  アレホ・ラッセル　6-1, 6-2, 9-7
- パンチョ・セグラ vs.  ボブ・ファルケンバーグ　6-2, 4-6, 6-1, 6-1

準決勝
- フランク・パーカー vs.  エルウッド・クック　6-4, 8-6, 7-5
- ビル・タルバート vs.  パンチョ・セグラ　7-5, 6-3, 6-4

### 女子シングルス
準々決勝
- サラ・ポールフリー・クック vs.  ドロシー・バンディ　6-3, 6-4
- ルイーズ・ブラフ vs.  パトリシア・カニング・トッド　6-2, 6-4
- ポーリーン・ベッツ vs.  メアリー・アーノルド　0-6, 6-4, 6-4
- ドリス・ハート vs.  マーガレット・オズボーン　6-2, 6-3

準決勝
- サラ・ポールフリー・クック vs.  ルイーズ・ブラフ　6-3, 6-4
- ポーリーン・ベッツ vs.  ドリス・ハート　6-3, 6-2

## 決勝戦の結果
- 男子シングルス： フランク・パーカー vs.  ビル・タルバート　14-12, 6-1, 6-2
- 女子シングルス： サラ・ポールフリー・クック vs.  ポーリーン・ベッツ　3-6, 8-6, 6-4
- 男子ダブルス： ガードナー・ムロイ＆ ビル・タルバート vs.  ボブ・ファルケンバーグ＆ ジャック・トゥエロ　12-10, 8-10, 12-10, 6-2
- 女子ダブルス： ルイーズ・ブラフ＆ マーガレット・オズボーン vs.  ドリス・ハート＆ ポーリーン・ベッツ　6-3, 6-3
- 混合ダブルス： ビル・タルバート＆ マーガレット・オズボーン vs.  ボブ・ファルケンバーグ＆ ドリス・ハート　6-4, 6-4